# Adolfo Kaminsky
Adolfo Kaminsky (Buenos Aires, 1º ottobre 1925 – Parigi, 9 gennaio 2023) è stato un fotografo e antifascista francese che partecipò alla resistenza. Specializzato nella falsificazione di documenti d'identità, aiutò l'immigrazione ebraica in Israele e il Fronte di Liberazione Nazionale durante la guerra d'Algeria (1954-1962).
Falsificò documenti per trent'anni per i vari gruppi attivisti, principalmente per i fronti di liberazione nazionali, senza mai chiedere soldi per questo.

## Biografia

### Prima della guerra
Nato in Argentina in una famiglia di ebrei provenienti dalla Russia, si trasferì con la famiglia a Parigi nel 1932, dove suo padre lavorò come sarto. Nel 1938 si spostò a Vire, nel dipartimento delle Calvados, dove si era stabilito suo zio. Adolfo lavorò in un negozio di coloranti, essendo da sempre affascinato dalla chimica. In un mercato delle pulci comprò un trattato da Marcelin Berthelot. In seguito creò un laboratorio proprio a casa di suo zio.

### Resistenza
Nel 1943 fu deportato ma il consolato argentino protestò contro tale trattamento. Ritornò così a casa dove si mise ad aiutare le persone che stavano per essere deportate cancellando l'inchiostro dei documenti ed entrò in un gruppo di resistenza ebraica francese. Riceveva dei consigli su chi stava per essere arrestato quindi gli preparava falsi documenti. Sembrerebbe che il gruppo abbia salvato 14 mila persone, tra cui molti bambini.
Dopo la seconda guerra mondiale decise di continuare ad aiutare le persone perseguitate a falsificare i documenti e scappare da regimi di vari stati: la Spagna franchista, l'apartheid in Sudafrica, i soldati in fuga dalla Guerra del Vietnam e tanti altri.
Non si è mai fatto pagare per il suo operato; si guadagnava da vivere come fotografo.